# Ермаков, Валерий Константинович
Вале́рий Константи́нович Ермако́в (род. 21 июня 1955, Ленинск-Кузнецкий, Кемеровская область, РСФСР, СССР) — российский политический деятель, с 2001 по 2016 год занимал руководящие посты в высших административных органах Ленинска-Кузнецкого, Кемеровской области и Кемерова.

## Биография
Родился в семье шахтёра.
В 1978 году окончил Кемеровский технологический институт пищевой промышленности по специальности «инженер‑механик».
После института Ермаков был распределен в Ленинск‑Кузнецкий на одно из предприятий пищевой промышленности, где в течение семи лет прошел путь от слесаря‑наладчика до директора предприятия.
С 1985 по 1989 год работал в партийных органах — заведующим отделом и вторым секретарем райкома КПСС.
С 1989 года занимался внешнеэкономической деятельностью на заводе «Кузбассэлемент».
В 1993—2001 годах — заместитель директора, генеральный директор ООО «Ревимэкс».
4 ноября 2001 года победил на выборах мэра города Ленинск-Кузнецкий. 8 ноября вступил в должность. В 2007 году был переизбран на второй срок, получив 90,88% голосов избирателей.
С ноября 2009 по июль 2012 года работал в должности заместителя губернатора Кемеровской области по жилищно‑коммунальному и дорожному хозяйству.
31 июля 2012 года Валерий Ермаков был назначен на должность первого заместителя главы города Кемерово, а с 1 августа 2012 года исполнял обязанности главы города.
15 ноября 2012 года Кемеровское отделение партии «Единая Россия» выдвинуло Валерия Ермакова кандидатом на должность главы города Кемерово.
28 января 2013 года городская избирательная комиссия города Кемерово сообщила, что Валерий Ермаков одержал победу на выборах градоначальника, прошедших 27 января. 8 февраля состоялось официальное вступление в должность градоначальника.
19 апреля 2016 года досрочно ушёл в отставку с поста главы города. Как сообщает пресс-служба обладминистрации, это произошло «в связи с выходом на заслуженный отдых».

## Награды и звания
Валерий Ермаков — почётный гражданин города Ленинск‑Кузнецкий и Кемеровской области
Имеет награды: Орден «Ключ дружбы», Золотой знак «Кузбасс», медаль «За особый вклад в развитие Кузбасса» II, III степеней, медаль «За служение Кузбассу», медаль «За веру и добро», медаль «За достойное воспитание детей», Орден святого благоверного князя Даниила Московского III степени, орден «За служение Отечеству» (святых Дмитрия Донского и Сергия Радонежского) I степени.

## Семья
Женат, три дочери.